# Plagioscyphus jumellei
Plagioscyphus jumellei är en kinesträdsväxtart som först beskrevs av Choux, och fick sitt nu gällande namn av René Paul Raymond Capuron. Plagioscyphus jumellei ingår i släktet Plagioscyphus och familjen kinesträdsväxter. Inga underarter finns listade i Catalogue of Life.